# 高頻度取引
高頻度取引（こうひんどとりひき、英: high-frequency trading、略: HFT）や高速取引（こうそくとりひき、英: high speed trading、略: HST）とは、1秒に満たないミリ秒単位のような極めて短い時間の間に、コンピューターでの自動的な株価のやり取り戦略を実施するシステムのこと。超高頻度取引、超高速取引とも呼ばれる。
例えば、シカゴ・マーカンタイル取引所の株式先物とニューヨーク証券取引所やNASDAQの現物株式との価格差を素早く見つけて、裁定取引を行ったりする。アメリカ合衆国の金融市場では、2017年時点で9割の取引が、コンピューターによる高速では無い物を含めた自動取引と推定されている。
高頻度取引は2009年がピークであり、その後は費用のわりに利益が少ないため、減少傾向にある。

## 概要
どの程度自動化かつ高速化された取引を高頻度取引と呼ぶかについての統一的な定義はないが、
最適化された通信システムを用いて取引執行にかかるレイテンシ(遅延時間)を小さくし、
高い演算能力を持つコンピューター上でコンピューターアルゴリズムを実行することで、
市況を自動的に判断しながらミリ秒単位で自動的に自己のポジションを変更する取引戦略のことを指す場合が多い。コンピューターによる自動売買でも秒単位で動く物は高頻度取引には含めない。
米国市場においては2008年〜2012年において取引高の50%以上が高頻度取引によるものとなっており、金融市場において大きな存在となっている。日本においても東京証券取引所がミリ秒単位での取引を可能にする取引執行システムarrowheadおよびコロケーションサービスを2010年1月4日に導入したことで高頻度取引が可能になり盛んになった。arrowheadの導入により注文応答時間は数秒だったのが5ミリ秒になり、その後1ミリ秒になり、2015年9月24日のリニューアルでは0.5ミリ秒になった。

### コロケーション
1ミリ秒でも取引執行を速くするために、証券取引所の株式売買システムサーバーと同じ建屋内に取引所側が特別に用意したスペースに高頻度取引サーバーを置くことのできるコロケーションサービスも利用されている。東京証券取引所では2010年1月よりコロケーションサービスを提供している。東京証券取引所のコロケーションサービスでは通信時間は片道15.7マイクロ秒。日本の金融庁の規制ではコロケーションからコンピューターにより自動発注された注文を高速取引の規制対象としている。

## アルゴリズム
よく使われるアルゴリズムとして以下の物がある。
マーケット・メイキング・アルゴリズム
先物や上場投資信託などに対するマーケットメイカーに高頻度取引は使われている。これが高頻度取引の中では最も多い。
裁定アルゴリズム
同一商品の価格差から裁定取引により利益を上げる。
ディレクショナル・アルゴリズム
ニュースや経済指標が発表になったときに、自動的にいち早く注文を入れる。
レイテンシー裁定
米国市場で複数の取引所への同時発注（intermarket sweep order）の注文が入ったときに、別の取引所で入った注文を見て、ミリ秒単位で若干到着が遅れている取引所に対して先回りで注文を入れる方法。公平性の観点から、これを合法として認めるかどうかは議論がある。

## 利点
高頻度取引により極めて高速の売買が大量に実行されることで市場流動性の供給がなされているという利点が指摘されている。さらに高頻度取引により裁定機会が迅速に消化されることから市場価格の適正化に果たす役割もあるという指摘もなされている。

## 問題点

### 乱高下
高頻度取引は人間の認知スピードを超えた速度での取引を可能にすることから様々な問題が指摘されている。
2010年5月に起きたダウ工業株30種平均株価指数が極めて短時間の間に乱高下を起こした事象(フラッシュ・クラッシュ)の一因として高頻度取引の存在が指摘されていたが、2015年に個人投資家による違法な相場操縦であったことが判明し、逮捕され、有罪判決が出た。

### 不公平性
マイケル・ルイスが2014年に執筆した『Flash Boys: A Wall Street Revolt』(ISBN 9780393244663、和訳『フラッシュ・ボーイズ　10億分の1秒の男たち』)により大きく注目された点としてフロントランニングに近い状況が合法的に生まれているという問題もある。米国では私設取引システムでの証券取引所を介さない取引が盛んだが、ディーラーが各私設取引システムに出した発注には通信や認知のために秒単位のわずかな時間のラグが発生する。高頻度取引を行う業者は、最も早く到着したオーダーからコンピューターアルゴリズムにより自動的に市況を判断して、そのわずかな時間のラグの間に対抗取引を行うことで利鞘を得ることが出来る。実際にこのような取引が行われているかどうかは定かではないが、高頻度取引を行うためには高い演算能力を持ちレイテンシを極力抑えたコンピューターシステム環境の構築が不可欠で、そのようなシステム環境を構築できるのは一部の市場参加者に限られるため不公平性が生じてしまうという問題がある。高頻度取引をしている人の裁定取引の利益は、していない人の損失により成立している。

## 規制

### 欧米
欧州連合では2014年4月に、高頻度取引の規制法が欧州議会により可決されている。アメリカ合衆国でも、証券取引委員会による調査が進められている。

### 日本
2013年5月の時点で、東京証券取引所の売買代金の25.9%が高頻度取引と推定されている。
日本では比較的、規制を求める声は大きくないが、米国のように私設取引システムでの取引が活発ではないために高頻度取引によるフロントランニングの問題が表面化していないだけとの指摘もある。しかし、2013年以降の株価の乱高下の原因を高頻度取引に求める声や、高頻度取引が一般化するにつれ、高頻度取引を行う業者間での競争が激化しそこまで高頻度取引による利益が得られなくなっているという声もある。
2016年10月、金融庁は業者の登録制を軸とした規制強化の検討を始めたことが報道された。2017年5月17日に金融商品取引法が改正され、2018年4月1日以降に高速取引を行う場合には金融庁への登録が必要となった。登録済み業者一覧は金融庁が公開しており、2020年1月11日現在、53業者中本店所在地が日本の業者は1社のみである。